# Voleuse d'enfant
Ne doit pas être confondu avec La Voleuse d'enfants.
Voleuse d'enfant (The Nightmare Nanny) est un téléfilm américain réalisé par Michael Feifer, diffusé le 13 juillet 2013 sur Lifetime.

## Synopsis
Annie Gerson, une mère au foyer, veut retourner travailler afin d’améliorer la situation de son foyer. Elle fait la connaissance d'Amber qui, aussitôt, lui apparaît comme la nounou idéale pour sa fille unique. Sans hésiter, Annie lui confie, sa fille de 3 ans, Jenny. Mais peu à peu, Jenny s'attache à sa nounou, une situation qui inquiète Annie qui se sent rejetée. Jenny disparaît soudainement. Qu'est-il arrivé ? Où se trouve sa petite fille ? A-t-elle fait confiance à la mauvaise personne ? Un interminable cauchemar débute pour Annie.

## Fiche technique
- Titre original : The Nightmare Nanny
- Titre français : Voleuse d'enfant
- Réalisation : Michael Feifer
- Scénario : Roger Stigliano
- Photographie : Roberto Schein
- Musique : Brandon Jarrett
- Pays d'origine :  États-Unis
- Langue originale : anglais
- Durée : 91 minutes
- Dates de sortie :
  -  États-Unis : 13 juillet 2013
  -  France : 23 septembre 2013 sur TF1

## Distribution
- Ashley Scott (VF : Laura Blanc) : Annie Gerson
- Kip Pardue : Ben Gerson
- Mekenna Melvin (VF : Pauline Guimard) : Amber Miller / Julie Palmer
- Nathan Parsons : Jake
- Stacy Haiduk : Elise
- Kaitlyn Reed : Nanny
- Ana Lucasey : Julie Palmer
- Shelby Janes : Jill
- Philip Anthony-Rodriguez (en) : inspecteur Rodriguez

 Source et légende : version française (VF) sur RS Doublage

## Accueil
Le téléfilm a été vu par 1,332 million de téléspectateurs lors de sa première diffusion.